# Christo Brambarov
Christo Brambarov (Lovech, 15 octobre 1907 - Sofia, 12 juillet 1974) était un baryton  bulgare et maître de chant lyrique.

## Biographie
Élève de l'Académie de musique de Sofia, il termine ses études de chant en Italie.
Sa carrière débute en 1936 à l'Opéra national de Sofia. Il chante sur les plus grandes scènes en Italie, France, Hongrie, Pologne, Yougoslavie, Roumanie et Tchécoslovaquie. Ses rôles principaux furent Rigoletto, Rodrigue dans Don Carlo, Renato (Un bal masqué), Enrico dans Lucia di Lammermoor, Escamillo (Carmen), le Hollandais volant, Wotan (L'Anneau du Nibelung) et surtout Boris Godounov, son rôle fétiche. Il créa également les rôles des opéras des compositeurs bulgares Pipkov et Stoyanov.
Véritable maître de chant lyrique, spécialiste du bel canto, ses élèves les plus illustres sont Nicolas Ghiaurov, Nicolas Ghiuselev et Ghena Dimitrova.

## Sources
- Site de l'université de Pittsburgh, UCIS : http://www.ucis.pitt.edu/opera/OFB/stars/bra01.htm

- Boyan Stoïlov, ténor bulgare et maître de chant, élève de Brambarov